# 网纹钟螺
网纹钟螺（学名：Hybochelus cancellatus cancellatus），是原始腹足目钟螺科Hybochelus的一种。种加词 cancellatus 意为“有格子纹的”。主要分布于台湾，常栖息在潮间带岩礁。